# Mosquée Fakhreddine
La mosquée Fakhreddine, avec son minaret octogonal, est une mosquée située à Deir-el-Qamar, au Liban. Construite en 1493 et restauré au XVIe siècle par Fakhreddine Ier, elle est la plus ancienne mosquée du Mont Liban.